# Nordenfelt (metralhadora)
A Nordenfelt (também conhecida por Nordenfelt-Palmcrantz) foi uma metralhadora de canos múltiplos, desenvolvida no século XIX. A arma dispunha de 1 a 12 canos, dispostos em linha e disparados pela movimentação manual de uma alavanca para a frente e para trás. Foi produzida em diversos calibres, desde o de espingarda ao de 25 mm. Também foram usados calibres maiores, mas que a impediam de fazer um "tiro automático", limitando-se ao municiamento rápido.

## Desenvolvimento
A arma foi desenhada pelo engenheiro sueco Helge Palmcrantz, que criou um mecanismo para carregar e disparar uma arma de canos múltiplos, através do accionamento manual de uma alavanca. O sistema foi pantenteado em 1873.

## História
A produção foi financiada pelo industrial e banqueiro residente em Londres, Thorsten Nordenfelt, cujo sobrenome, mais do que o do inventor, haveria de baptizar a arma. Foi estabelelecida uma fábrica na Inglaterra e desenvolvidas inúmeras demonstrações em exposições. A arma foi adotada pela Marinha Real Britânica, complementando as suas metralhadoras Gatling e Gardner.
Durante uma demonstração em Portsmouth, uma versão de 10 canos da Nordenfelt, disparando munições de calibre de espingarda, fez 3.000 tiros em 3 minutos e 3 segundos, sem paragens nem falhas.
A arma também obteve um desempenho impressionante durante testes no Brasil, onde uma Nordenfelt de calibre 1,5 polegadas fez com que as suas munições penetrassem mais profundamente numa placa de aço de 5 cm de espessura, que as de uma peça de 3 polegadas disparadas à mesma distância.
A Marinha do Brasil acabou por adotar a arma em 1882, em dois calibres, um em 8 mm (Kropatschek) o outro de 25 mm. As Nordenfelt de 25 mm destinavam-se à repelir os ataques de lanchas torpedeiras. 

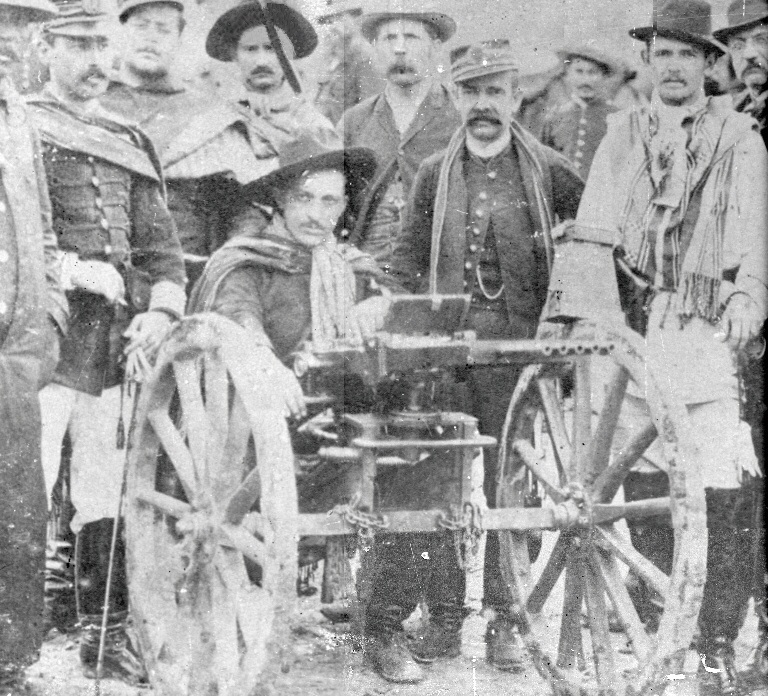
Polícia Militar do Paraná - Revolução Federalista.

Em 1889 o Exército Brasileiro seguiu o exemplo da Marinha e também se equipou com metralhadoras Nordenfelt, complementando as Gatling adquiridas em 1872. Cada batalhão de infantaria e cada regimento de cavalaria seria equipado com duas armas. Para a Infantaria foram adquiridos modelos pesados de cinco canos (também atribuídos à Artilharia de Posição) e para a Cavalaria (e também para a Artilharia a Cavalo) foi adquirido um modelo, mais ligeiro e mais móvel, de apenas três canos.
Em 1873, o Exército Português criou uma Bateria de Metralhadoras, integrada no Regimento de Artilharia Nº 1, equipada com armas Nordenfelt de calibre 11 mm. Estas metralhadoras, as primeiras ao serviço de Portugal, estavam montadas em reparos rodados como os das peças de artilharia. A Marinha Portuguesa também adquiriu metralhadoras Nordenfelt para serem montadas em reparos fixos a bordo de navios de guerra. Tanto as Nordenfelt do Exército como as da Marinha foram utilizadas em combate nas campanhas coloniais portuguesas do final do século XIX, nomeadamente nas de Moçambique em 1894 e 1895.
Com o desenvolvimento de verdadeiras armas automáticas, nomeadamente das metralhadoras Maxim, a Nordenfelt tornou-se obsoleta. A empresa Nordenfelt fundiu-se, em 1888, com a Maxim Gun Company, tornando-se a Maxim Nordenfelt Guns and Ammunitions Company Limited.